# Ждановка (Калузька область)
Ждановка (рос. Ждановка) — присілок в Перемишльському районі Калузької області Російської Федерації.
Населення становить 10 осіб. Входить до складу муніципального утворення Присілок Погорєловка.

## Історія
Від 2004 року входить до складу муніципального утворення Присілок Погорєловка

## Населення
| 2002 | 2010 |
| ---- | ---- |
| 7    | ↗10  |